# Erik Schumann
Pour les articles homonymes, voir Schumann (homonymie).
Erik Schumann (né le 15 février 1925 à Grechwitz, mort le 9 février 2007 à Munich) est un acteur allemand.

## Biographie
En plus d'une éducation musicale au piano et au trombone, il suit au conservatoire de Dresde une formation d'acteur. Il obtient en 1943 ses premiers engagements au Sächsische Staatstheater de Dresde, au Schlosspark Theater de Berlin, à Francfort-sur-le-Main, Stuttgart et Munich.
Son premier rôle au cinéma est une figuration dans un film de propagande, Semmelweis – Retter der Mütter. Il revient en Allemagne de l'ouest en 1954 dans Konsul Strotthoff. Il se fait connaître grâce à Ciel sans étoile. Il joue également dans de nombreuses productions de télévision.
Erik Schumann s'est marié deux fois (la première avec l'actrice Erika Dannhoff) et a deux enfants.

## Filmographie

### Cinéma
- 1942 : Himmelhunde
- 1950 : Semmelweis – Retter der Mütter
- 1950 : Familie Benthin
- 1954 : Konsul Strotthoff
- 1955 : Griff nach den Sternen
- 1955 : Feu magique
- 1955 : Ciel sans étoile
- 1956 : L'Étudiante Hélène Willfüer
- 1956 : Régine
- 1956 : La Nuit de la Saint-Jean (Johannisnacht) de Harald Reinl
- 1956 : Heiße Ernte
- 1957 : Ein Stück vom Himmel
- 1957 : Junger Mann, der alles kann
- 1957 : Ainsi sont les hommes
- 1958 : Vater, Mutter und neun Kinder
- 1958 : Les Chiens sont lâchés
- 1959 : So angelt man keinen Mann
- 1959 : Natürlich die Autofahrer
- 1960 : L'Ombre de l'étoile rouge
- 1960 : Wir Kellerkinder
- 1960 : Trahison sur commande
- 1960 : Fabrique d'officiers S.S. (de)
- 1961 : Question 7
- 1962 : Muß i denn zum Städtele hinaus
- 1963 : Durchbruch Lok 234
- 1963 : Le Grand Retour
- 1964 : Die Zeit der Schuldlosen
- 1965 : Old Surehand
- 1966 : In Frankfurt sind die Nächte heiß
- 1967 : Das Rasthaus der grausamen Puppen
- 1967 : Les Violences de la nuit
- 1968 : Paradies der flotten Sünder
- 1968 : Engel der Sünde
- 1969 : Nuits blanches à Hambourg
- 1976 : Le Souffle de la mort
- 1977 : Slavers
- 1980 : Lili Marleen
- 1981 : Le Secret de Veronika Voss
- 1986 : L'Inchiesta
- 1986 : Manuel – Jäger des Herzens
- 1992 : Der Sandmann

### Télévision
- 1961 : Schritte in der Nacht
- 1964 : Komödie der Irrungen
- 1965 : Das Kriminalmuseum – Die Ansichtskarte
- 1966 : Melissa
- 1969 : Eine Frau ohne Bedeutung
- 1969 : Der Kommissar – Die Waggonspringer
- 1969-1975 : Gestern gelesen (52 épisodes)
- 1970 : Tatort – Saarbrücken, an einem Montag
- 1972 : Hoopers letzte Jagd
- 1973 : Olifant
- 1973 : Der Kommissar – Der Geigenspieler
- 1974 : Ay, ay, Sheriff
- 1975 : Der Kommissar – Am Rande der Ereignisse
- 1977 : Es muss nicht immer Kaviar sein (série)
- 1978 : Tochter des Schweigens
- 1978 : Kleine Geschichten mit großen Tieren
- 1978 : Ein Hut von ganz spezieller Art
- 1981 : Tatort: Das Zittern der Tenöre
- 1981 : Un cas pour deux : La Maison en France
- 1983 : Inspecteur Derrick : Dernier Rendez-vous
- 1985 : Christopher Columbus (série télévisée)
- 1985 : Ein Mann ist soeben erschossen worden
- 1989 : Hotel Paradies